# 殷明明
殷明明（1990年—），职业围棋棋手和围棋教育者，现担任美国围棋协会副主席和纽约棋院院长。
殷明明于1990年生于中华人民共和国安徽省安庆市，于2007年成为职业围棋棋手，于2010年前往美国攻读福特汉姆大学的工商管理学位，毕业进入金融行业，随后又开办纽约棋院教授围棋。她曾担任柯洁与AlphaGo对局的英语评论员。殷明明于2017年同另一职业棋手李立言结婚。